# Javaneses
O povo javanês (javanês: Ngoko: ꦮꦺꦴꦁꦗꦮ ( Wóng Jåwå ), Krama: ꦠꦶꦪꦁꦗꦮꦶ (Tiyang Jawi ); indonésio: Suku Jawa ou Orang Jawa ) são um grupo étnico austronésio nativo da ilha indonésia de Java. Com aproximadamente 100 milhões de pessoas, eles formam o maior grupo étnico da Indonésia, e predominantemente localizados nas partes central e oriental da ilha. O povo javanês também é o maior grupo étnico de todo o Sudeste Asiático. Eles falam javanês, que faz parte das línguas austronésias. Há também um número significativo de descendentes de javaneses na maioria das províncias da Indonésia, Malásia, Singapura, Suriname, Egito, Arábia Saudita, Iêmen e Holanda.
A maioria do povo javanês se identifica como muçulmanos sunitas, com uma pequena minoria identificando-se como cristãos e hindus. No entanto, a civilização javanesa foi influenciada por mais de um milênio de interações entre o animismo nativo Kejawen e a cultura hindu-budista indiana, e essa influência ainda é visível na história, cultura, tradições e formas de arte javanesas. Criaram os maiores templos do mundo, como Prambanan e Borobudur. A cultura javanesa também tem um impacto na cultura marítima tradicional do Sudeste Asiático, especialmente em Brunei, Malásia, Singapura, sul da Tailândia e Filipinas. Na Malásia, as influências culturais javanesas tiveram um impacto profundo em muitos aspetos da cultura malaia moderna. A cultura javanesa influenciou muito a culinária malaia com muitos pratos como  o satay e o sambal. Armas Kris, prática de batik, instrumentos musicais gamelão e fantoches wayang kulit foram introduzidos através de contatos entre malaios e javaneses. Com uma população global considerável, os javaneses são considerados significativos, pois são o quarto maior grupo étnico entre os muçulmanos no mundo depois dos árabes, bengalis e punjabis.

## Cultura

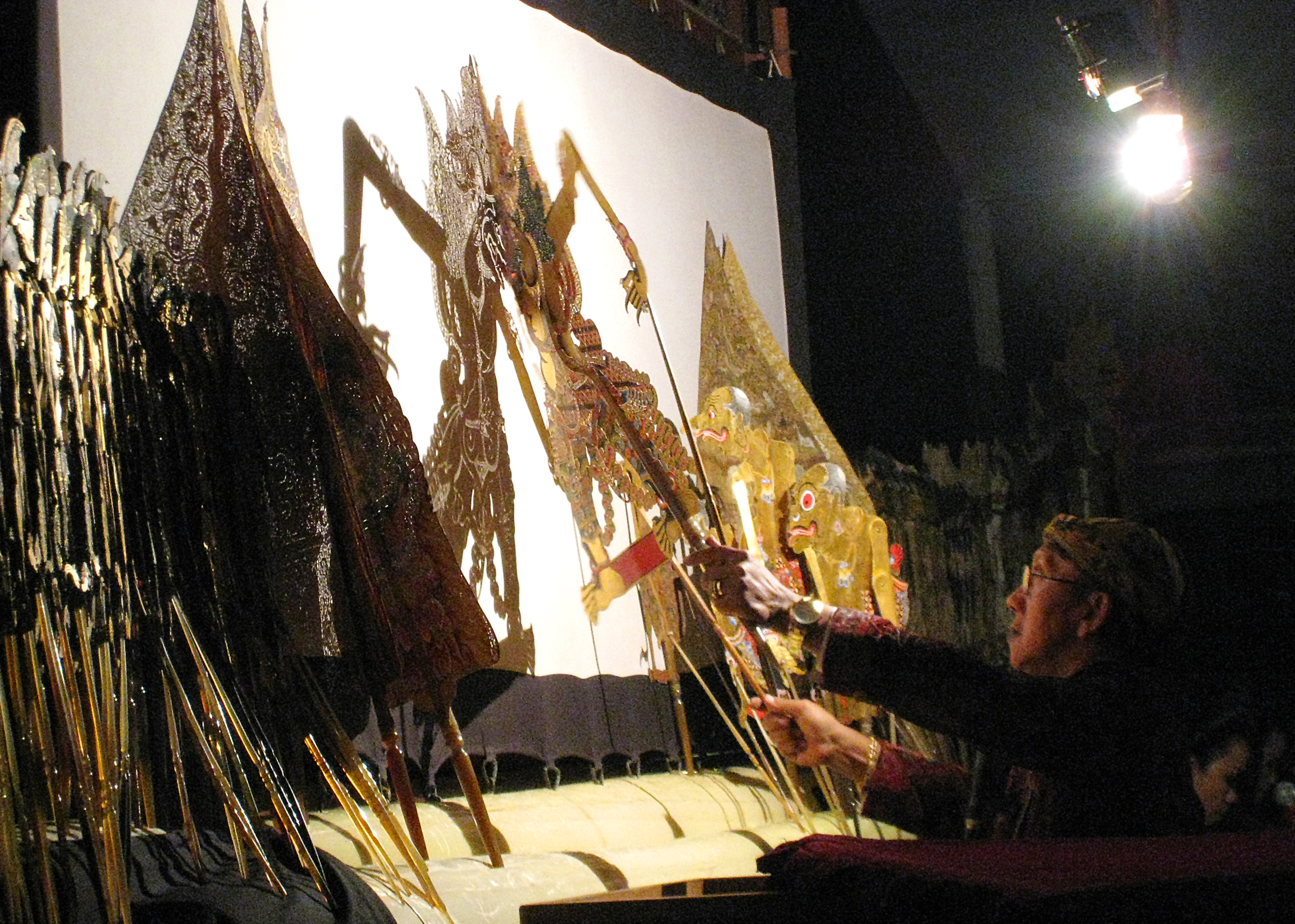
Expressões culturais javanesas, como wayang e gamelan, são frequentemente usadas para promover a excelência da cultura javanesa.

A cultura javanesa é uma das civilizações mais antigas e floresceu na Indonésia. Absorveu gradualmente vários elementos e influências de outras culturas, incluindo a reverência nativa por espíritos ancestrais e naturais, a civilização dharmica hindu e budista, valores islâmicos e, em menor grau, cristianismo, filosofia ocidental e ideias modernas. No entanto, a cultura javanesa - especialmente no coração cultural javanês; aqueles de cultura aristocrática altamente polida dos queratons em Yogyakarta e Surakarta — demonstra alguns traços específicos, como preocupação particular com elegância e refinamento (javanês: alus), sutileza, polidez, cortesia, indireção, contenção emocional e consciência da estatura social. A cultura javanesa valoriza muito a harmonia e a ordem social e abomina conflitos e desacordos diretos. Esses valores javaneses são frequentemente promovidos por meio de expressões culturais javanesas, como adança javanesa, gamelão, wayang e batik.

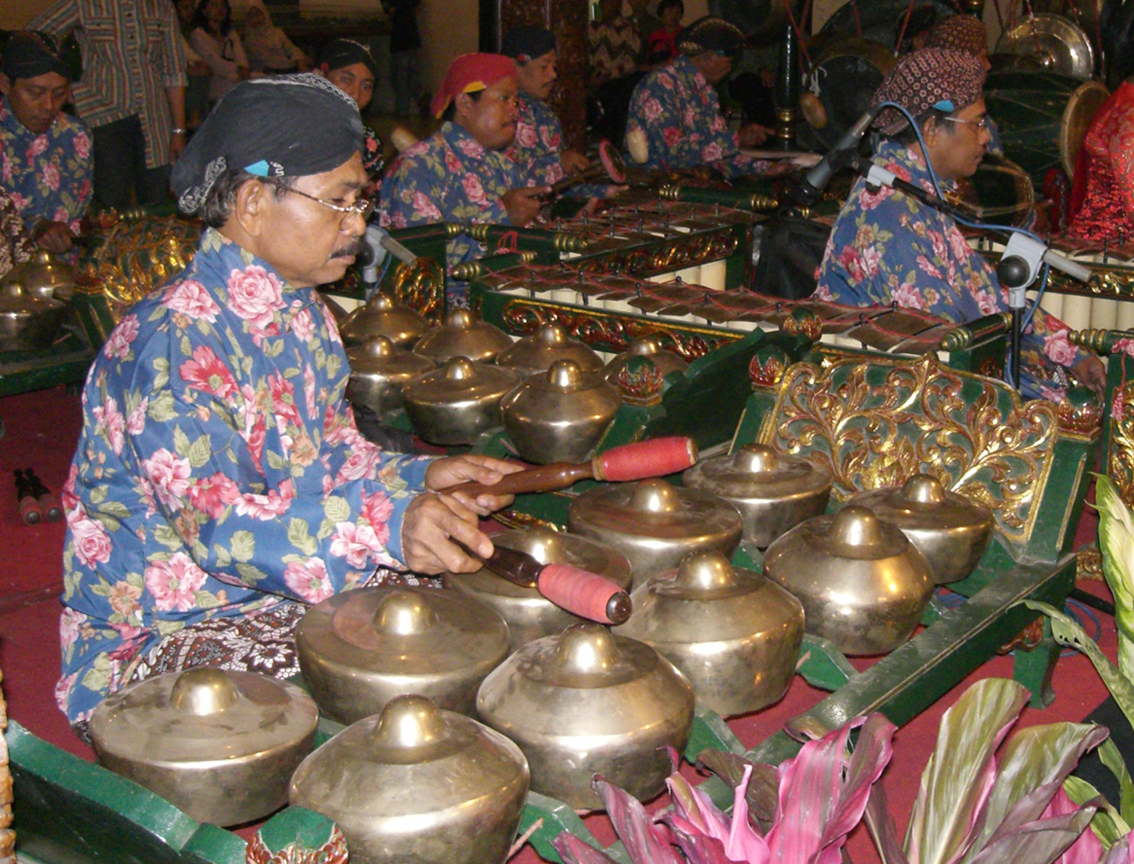
Gamelão é uma das expressões culturais javanesas que demonstram refinamento.

A cultura javanesa é tradicionalmente centrada nas províncias de Java Central, Joguejacarta e Java Oriental da Indonésia. Devido a várias migrações, também pode ser observada em outras partes do mundo, como o Suriname (onde 15% da população é de ascendência javanesa), na maior parte do arquipélago indonésio, África do Sul, Malásia, Singapura, Holanda e outros países. Os migrantes trazem consigo vários aspetos das culturas javanesas, como a música gamelão, as danças tradicionais e a arte do jogo de sombras Wayang kulit. A migração do povo javanês para o oeste criou uma cultura javanesa costeira em Java Ocidental distinta da cultura sudanesa do interior.